# Нова Сол
Нова Сол (пољ. Nowa Sól) је град у Пољској у Војводству Лубушком у Повјату nowosolski. Према попису становништва из 2011. у граду је живело 40.369 становника.

## Становништво
Према прелиминарним подацима са пописа, у граду је 2011. живело 40.369 становника.
| 2002.  | 2011.  | 2012.  |
| ------ | ------ | ------ |
| 41.176 | 40.369 | 40.022 |